# Eo biển Malacca
Eo biển Malacca (phiên âm tiếng Việt: Ma-lắc-ca) là eo biển nằm giữa bán đảo Mã Lai và đảo Sumatra, nối Biển Đông và Ấn Độ Dương.
Eo biển có tọa độ là 1,43° vĩ Bắc và 102,89° kinh Đông. Eo biển này có chiều dài 805 km (500 dặm Anh) và nơi hẹp nhất chỉ rộng 1,2 km.

## Vai trò kinh tế
Eo biển Malacca nằm trên tuyến giao thông cực kì quan trọng, vận chuyển hàng hóa bằng đường thủy từ Châu Âu, Châu Phi, Nam Á, Trung Đông đi Đông Nam Á, Đông Á. Đây là nơi chiếm 1/4 lượng giao thông hàng hải thế giới hàng năm.
Mỗi năm có khoảng 50 nghìn tàu thuyền qua lại, bao gồm tàu chở dầu, tàu chở container, tàu đánh cá.
Trong năm 2003, khoảng 11 triệu thùng dầu (1.700.000 m³) được vận chuyển qua đây mỗi ngày, chủ yếu cung cấp cho Trung Quốc, Hàn Quốc và Nhật Bản.
Kinh tế Nhật Bản, Trung Quốc và Hàn Quốc phụ thuộc nhiều vào tuyến đường biển này. Một nửa số tàu chở nhiên liệu của ba nước trên đi qua đây.

## Những vụ khủng bố và cướp biển
Do tầm quan trọng của nó cho nên các tàu thuyền qua lại nơi đây từ lâu đã trở thành mục tiêu của các vụ tấn công cướp biển cũng như các vụ khủng bố.
Theo thống kê, eo biển Malacca chiếm tới 1/3 các vụ cướp biển trên thế giới. Số lượng các vụ cướp tăng gấp ba lần trong ba thập kỷ qua. Trong năm 1994 xảy ra 25 vụ tấn công thì đến năm 2000 đã có 220 vụ tấn công được ghi nhận.
Những tên cướp biển chủ yếu là những người dân Indonesia bị bần cùng hoá sau khủng hoảng tài chính năm 1997, hoặc là những phiến quân của tỉnh Aceh (Indonesia), nằm ở phía Bắc eo biển. Chúng có xu hướng cướp các tàu thuyền cỡ nhỏ hay bắt giữ các thủy thủ đoàn để đòi tiền chuộc.